# Jeskyně Kitum
Kitum je jeskyně v národním parku Mount Elgon v Keni, u hranic s Ugandou. Nachází se v hoře Mount Elgon a je to jedna z pěti “sloních jeskyní“ na této hoře, takže sem chodí sloni “drtit“ horninu uvnitř jeskyně a žvýkat ji, protože je bohatá na soli obsahující sodík. Proslavila se v osmdesátých letech 20. století, kdy se dva návštěvníci jeskyně Kitum nakazili virem Marburg.

## Popis jeskyně
Povrch jeskyně je z pyroklastického sedimentu (dříve se též předpokládalo, že se jedná o lávový tunel.). Jeskyně se nachází asi 200 metrů nad úpatím Mount Elgonu a je asi 200 metrů dlouhá. Zbytky solí rozdrcených slony sem též chodí žvýkat i další živočichové jako je lesoň, buvol nebo hyena. V jeskyni se nachází mnoho trhlin, kam spadla některá slůňata a zahynula zde. V jeskyni žijí netopýři a je zaplněna jejich guánem (výkaly).

## Virus Marburg
V osmdesátých letech 20. století se dva návštěvníci jeskyně Kitum nakazili virem Marburg. Virus Marburg je virus příbuzný ebole. V roce 1980 se virem nakazil jeden Francouz, který později zemřel v nemocnici a nakazil i doktora Shema Muskokeho, který ale nákazu přežil. V roce 1987 se v této jeskyni nakazil Marburgem patnáctiletý chlapec z Dánska, který též nemoci podlehl, podle jeho příjmení byl pojmenován i nový kmen Ravn. Do jeskyně vyslala misi americká vojenská organizace USAMRIID, aby zjistila, co virus přenáší na člověka, ovšem neobjevili nic. Jeskyni zřejmě před těmito událostmi také navštívili místní masajské kmeny, protože příznaky viru Marburg znali. Všechny tyto události byly popsány v knize Richarda Prestona Zákeřná Ebola.
Expedice roku 2007 v dolech v Ugandě a Gabonu téměř jistě prokázala, že kaloň egyptský může Marburg přenášet. Tento netopýr žije i v jeskyni Kitum, takže je velmi pravděpodobné, že se Marburg přenášel guánem v jeskyni, nejspíše se šířil vzduchem.